# Conqueyrac
Conqueyrac est une commune française située dans le centre du département du Gard, en région Occitanie.
Exposée à un climat méditerranéen, elle est drainée par le Vidourle, le Rieu Massel, la Rivière Crespenou, le ruisseau de Thomas et par divers autres petits cours d'eau. La commune possède un patrimoine naturel remarquable : un site Natura 2000 (les « gorges de Rieutord, Fage et Cagnasse ») et deux zones naturelles d'intérêt écologique, faunistique et floristique.
Conqueyrac est une commune rurale qui compte 115 habitants en 2022, après avoir connu un pic de population de 201 habitants en 1911.  Ses habitants sont appelés les Conqueyracois ou  Conqueyracoises.
Le patrimoine architectural de la commune comprend un immeuble protégé au titre des monuments historiques : l'église Saint-André, inscrite en 1973.

## Géographie

### Localisation
La commune de Conqueyrac est située au nord-ouest du département du Gard entre Saint-Hippolyte-du-Fort et Sauve. Elle est située administrativement dans le canton du Vigan et dans l'arrondissement de la même ville.
La commune se trouve dans le piémont des Cévennes.
|                         | Monoblet   | Durfort-et-Saint-Martin-de-Sossenac |
| Saint-Hippolyte-du-Fort | Conqueyrac | Sauve                               |
| Pompignan               |            |                                     |

### Hydrographie et relief
Deux cours d'eau principaux traversent la commune : le Vidourle qui est souterrain dans sa traversée du territoire communal et son affluent le Rieumassel. Ils sont équipés chacun de barrage écréteur de crue :
- Barrage de Conqueyrac sur le Vidourle (mis en service en 1982 – à sec la majeure partie de l'année) ;
- Barrage de Ceyrac sur le Rieumassel (mis en service en 1968 – à sec la majeure partie de l'année).

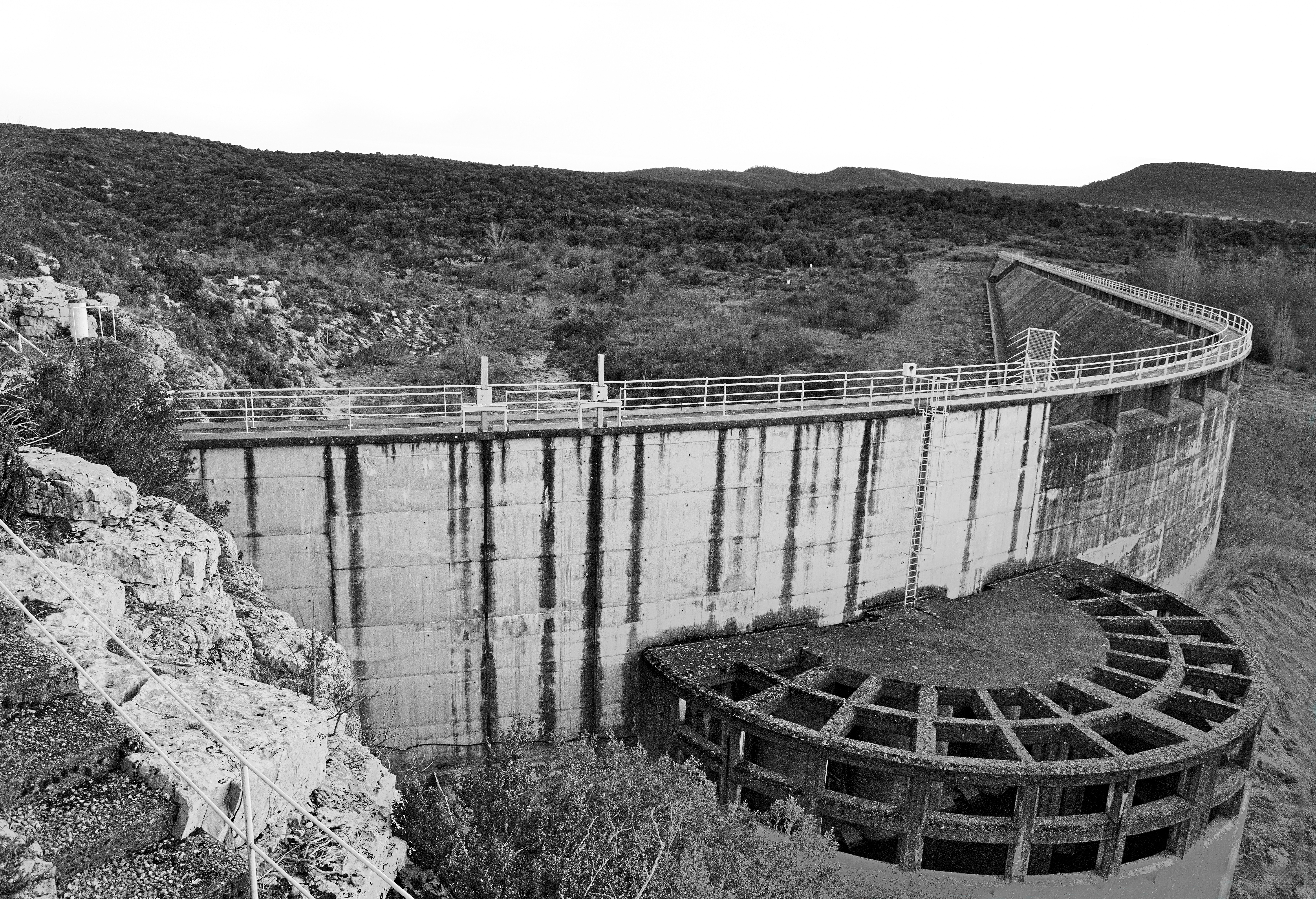
Barrage de Ceyrac, barrage écrêteur de crues du Rieumassel, affluent du Vidourle, mise en service en 1968.

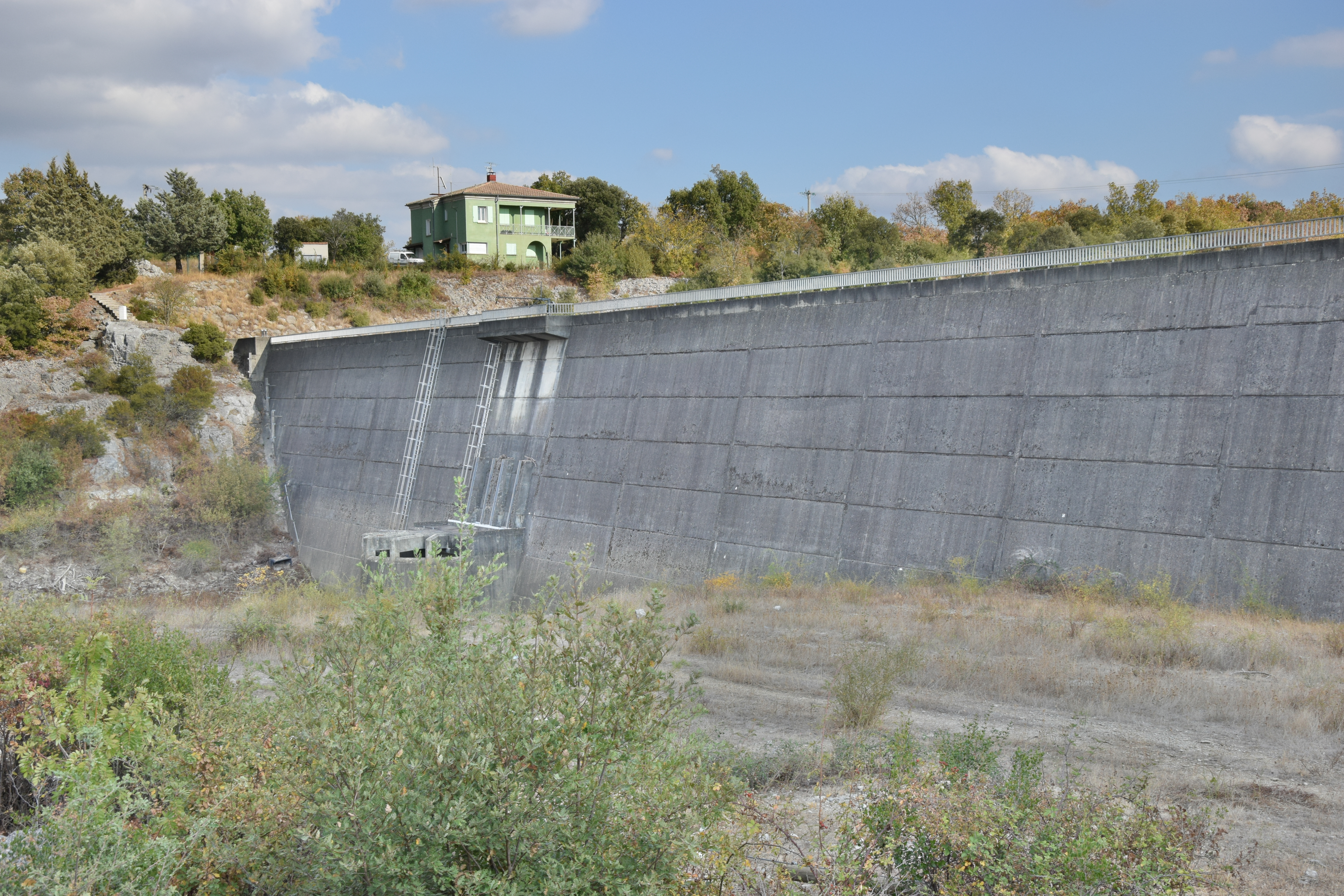
Barrage de Conqueyrac, barrage écrêteur de crues du Vidourle, mis en service en 1982.

### Climat
Pour des articles plus généraux, voir Climat de l'Occitanie et Climat du Gard.
En 2010, le climat de la commune est de type climat méditerranéen franc, selon une étude s'appuyant sur une série de données couvrant la période 1971-2000. En 2020, Météo-France publie une typologie des climats de la France métropolitaine dans laquelle la commune est exposée à un climat méditerranéen et est dans la région climatique Provence, Languedoc-Roussillon, caractérisée par une pluviométrie faible en été, un très bon ensoleillement (2 600 h/an), un été chaud (21,5 °C), un air très sec en été, sec en toutes saisons, des vents forts (fréquence de 40 à 50 % de vents > 5 m/s) et peu de brouillards.
Pour la période 1971-2000, la température annuelle moyenne est de 14 °C, avec une amplitude thermique annuelle de 17,1 °C. Le cumul annuel moyen de précipitations est de 1 068 mm, avec 7,1 jours de précipitations en janvier et 3,4 jours en juillet. Pour la période 1991-2020, la température moyenne annuelle observée sur la station météorologique la plus proche, située sur la commune de Colognac à 11 km à vol d'oiseau, est de 12,3 °C et le cumul annuel moyen de précipitations est de 1 502,4 mm,. Pour l'avenir, les paramètres climatiques de la commune estimés pour 2050 selon différents scénarios d’émission de gaz à effet de serre sont consultables sur un site dédié publié par Météo-France en novembre 2022.

### Milieux naturels et biodiversité

#### Réseau Natura 2000

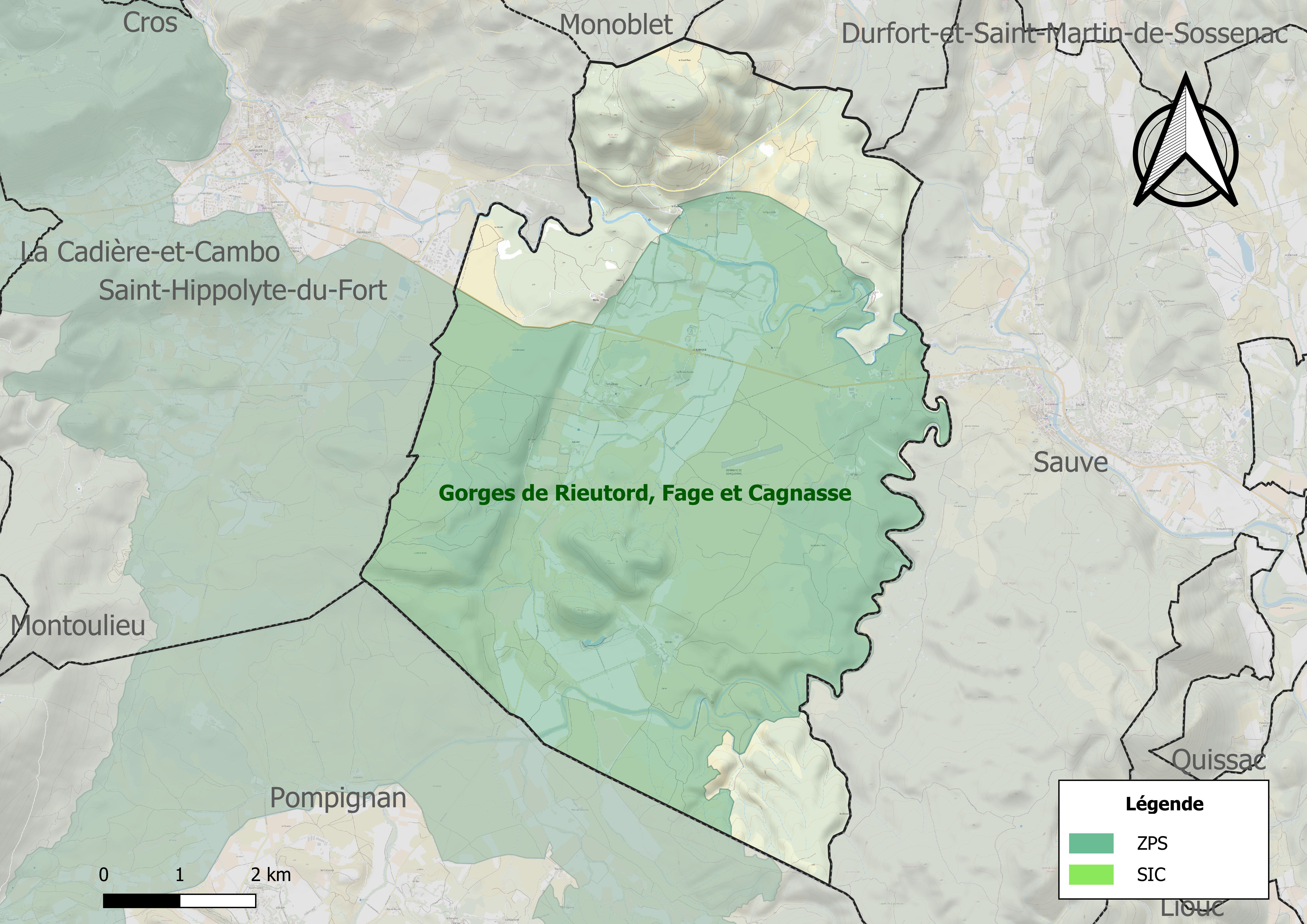
Sites Natura 2000 sur le territoire communal.

Le réseau Natura 2000 est un réseau écologique européen de sites naturels d'intérêt écologique élaboré à partir des directives habitats et oiseaux, constitué de zones spéciales de conservation (ZSC) et de zones de protection spéciale (ZPS).
Un site Natura 2000 a été défini sur la commune au titre  de la directive oiseaux : les « gorges de Rieutord, Fage et Cagnasse », d'une superficie de 12 308 ha, comportent des milieux escarpés, des falaises, et sont un biotope de prédilection pour l'avifaune rupestre parmi laquelle on relève des espèces à très forte valeur patrimoniale : l'Aigle de Bonelli, le Grand Duc d'Europe, le Circaète Jean-le-Blanc.

#### Zones naturelles d'intérêt écologique, faunistique et floristique
L’inventaire des zones naturelles d'intérêt écologique, faunistique et floristique (ZNIEFF) a pour objectif de réaliser une couverture des zones les plus intéressantes sur le plan écologique, essentiellement dans la perspective d’améliorer la connaissance du patrimoine naturel national et de fournir aux différents décideurs un outil d’aide à la prise en compte de l’environnement dans l’aménagement du territoire.
Une ZNIEFF de type 1 est recensée sur la commune :
la « plaine de Pompignan, Conqueyrac et Saint-Hippolyte-du-Fort » (5 432 ha), couvrant 3 communes du département et une ZNIEFF de type 2, : 
les « plaines de Pompignan et du Vidourle » (12 043 ha), couvrant 12 communes dont 9 dans le Gard et 3 dans l'Hérault.

Carte des ZNIEFF de type 1 et 2 à Conqueyrac.
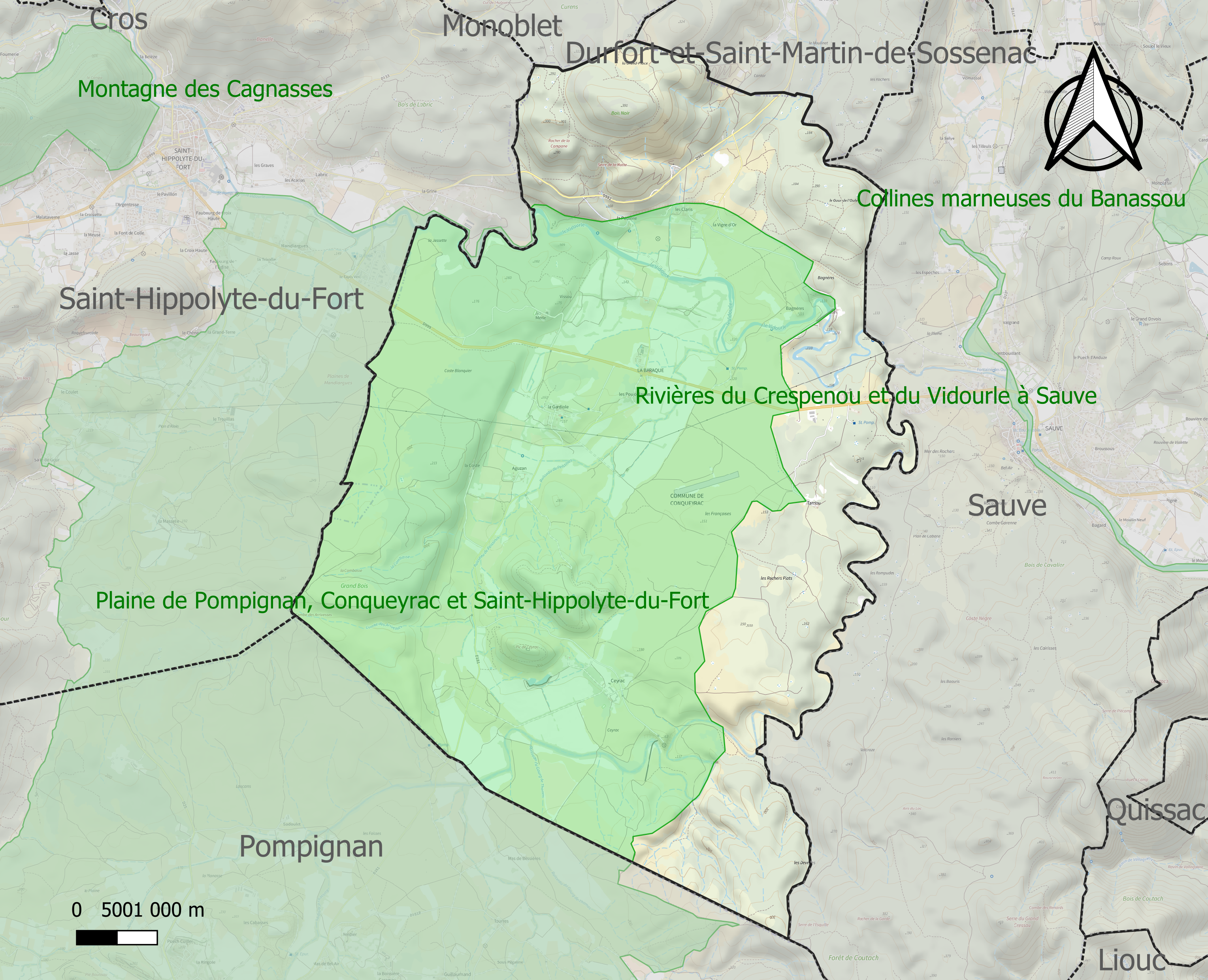
Carte de la ZNIEFF de type 1 sur la commune.
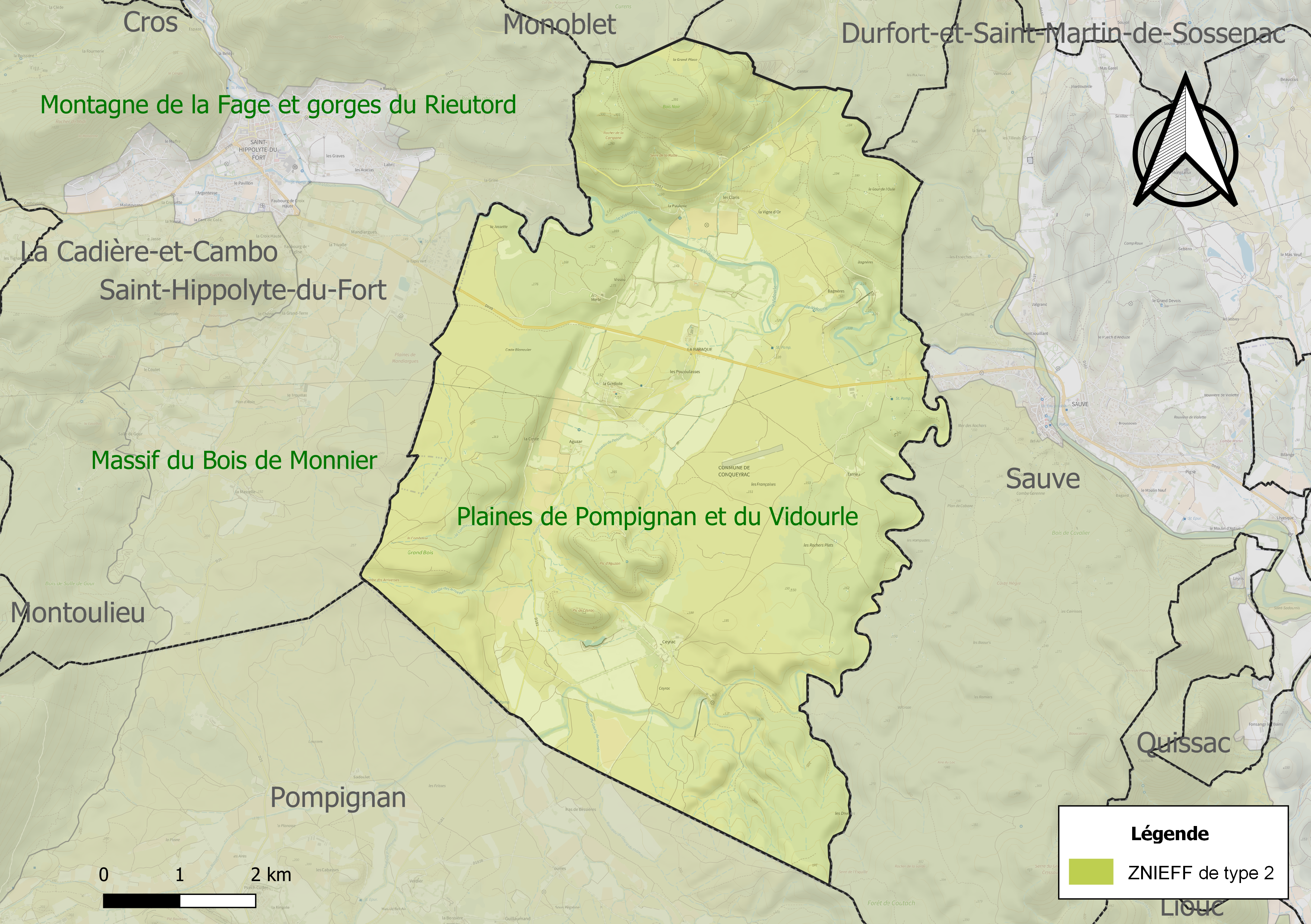
Carte de la ZNIEFF de type 2 sur la commune.

## Urbanisme

### Typologie
Au 1er janvier 2024, Conqueyrac est catégorisée commune rurale à habitat très dispersé, selon la nouvelle grille communale de densité à sept niveaux définie par l'Insee en 2022.
Elle est située hors unité urbaine et hors attraction des villes,.

### Occupation des sols
L'occupation des sols de la commune, telle qu'elle ressort de la base de données européenne d’occupation biophysique des sols Corine Land Cover (CLC), est marquée par l'importance des forêts et milieux semi-naturels (83,8 % en 2018), une proportion sensiblement équivalente à celle de 1990 (84 %). La répartition détaillée en 2018 est la suivante : 
milieux à végétation arbustive et/ou herbacée (61,9 %), forêts (21,9 %), zones agricoles hétérogènes (10,5 %), cultures permanentes (5,6 %). L'évolution de l’occupation des sols de la commune et de ses infrastructures peut être observée sur les différentes représentations cartographiques du territoire : la carte de Cassini (XVIIIe siècle), la carte d'état-major (1820-1866) et les cartes ou photos aériennes de l'IGN pour la période actuelle (1950 à aujourd'hui).

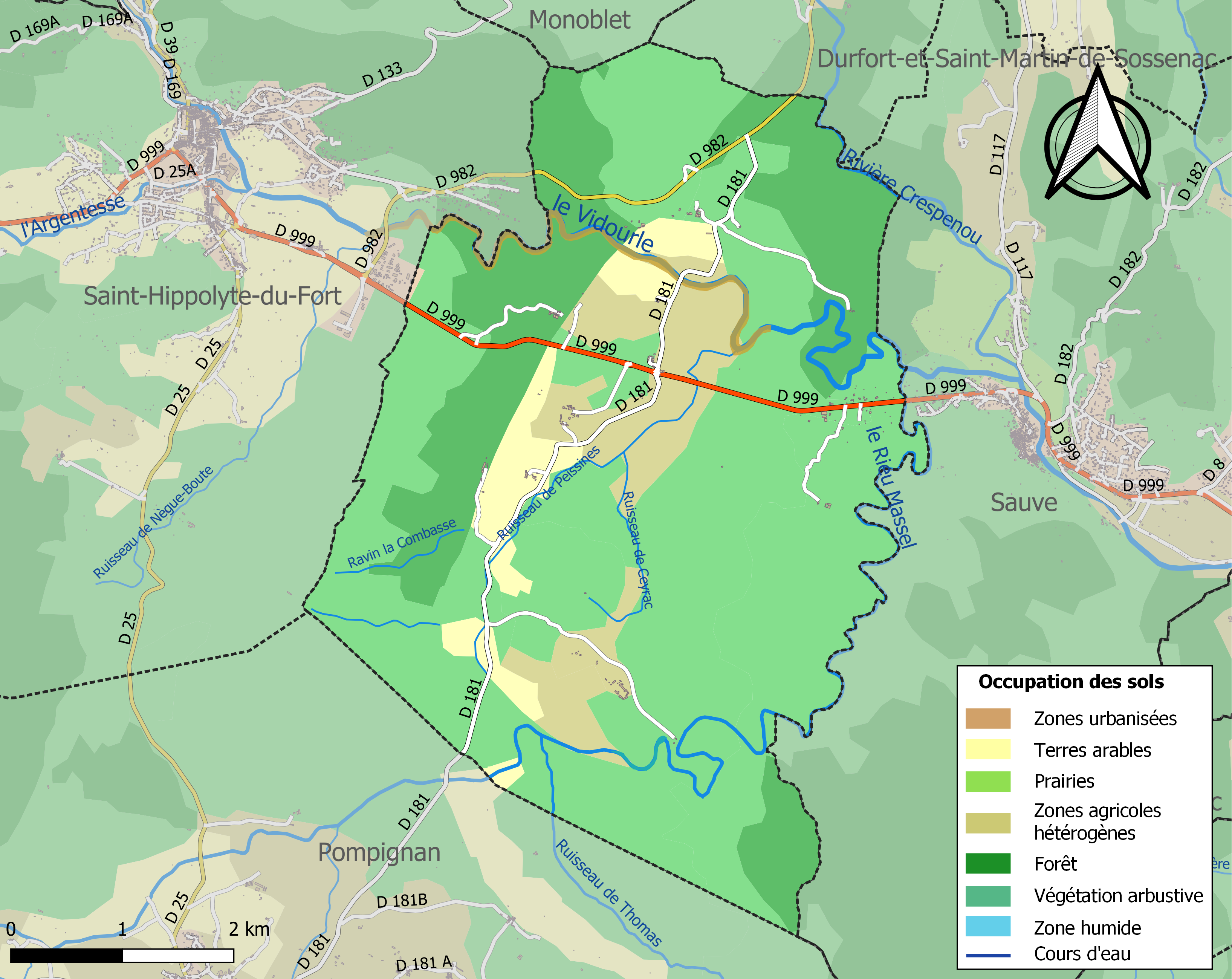
Carte des infrastructures et de l'occupation des sols de la commune en 2018 (CLC).

### Risques majeurs
Le territoire de la commune de Conqueyrac est vulnérable à différents aléas naturels : météorologiques (tempête, orage, neige, grand froid, canicule ou sécheresse), inondations, feux de forêts, mouvements de terrains et séisme (sismicité faible). Il est également exposé à un risque technologique,  le transport de matières dangereuses. Un site publié par le BRGM permet d'évaluer simplement et rapidement les risques d'un bien localisé soit par son adresse soit par le numéro de sa parcelle.

#### Risques naturels
Certaines parties du territoire communal sont susceptibles d’être affectées par le risque d’inondation par débordement de cours d'eau et par une crue torrentielle ou à montée rapide de cours d'eau, notamment le Vidourle, le Rieu Massel et la rivière Crespenou. La commune a été reconnue en état de catastrophe naturelle au titre des dommages causés par les inondations et coulées de boue survenues en 1982, 1992, 1994, 1995, 2002, 2010 et 2014,.

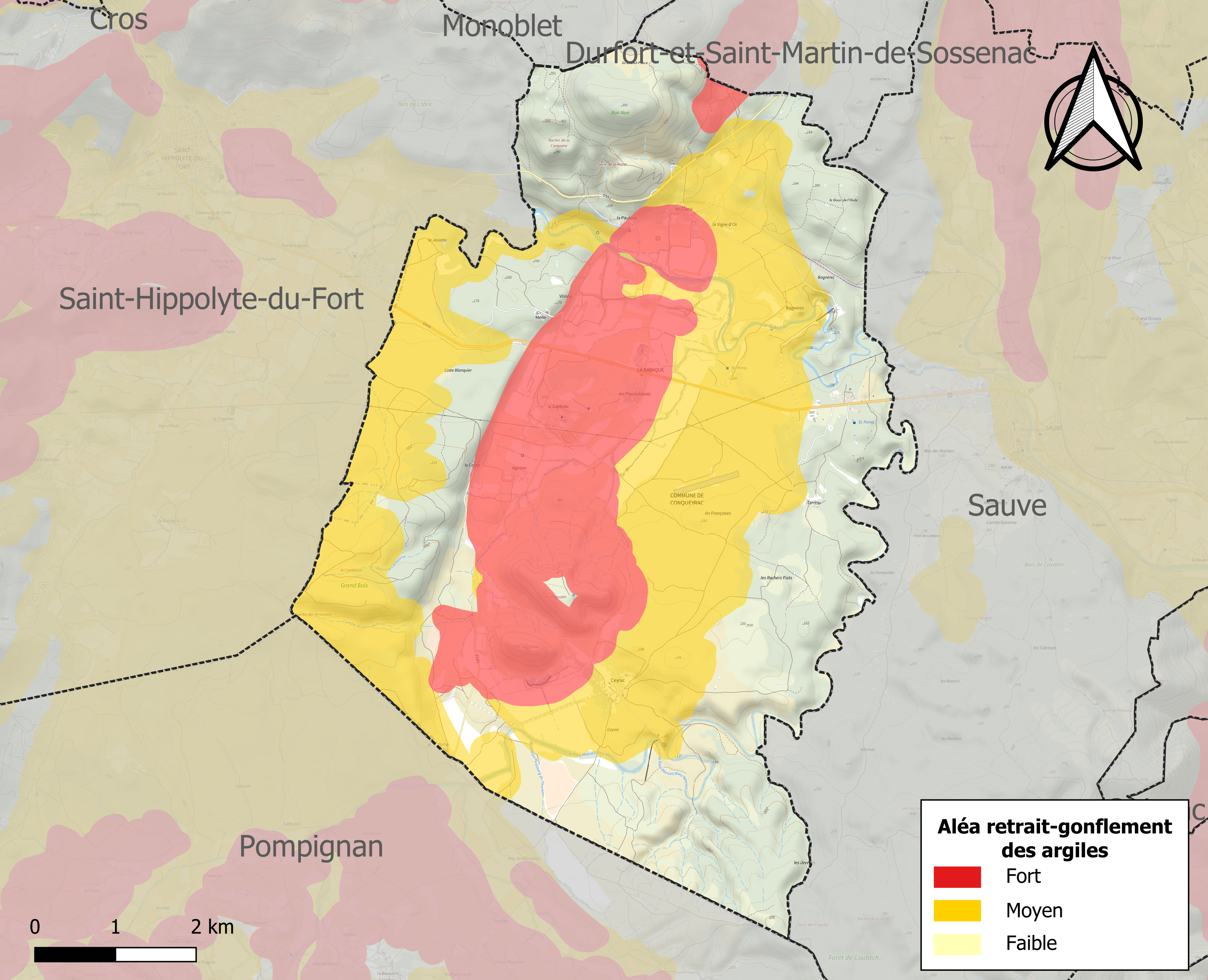
Carte des zones d'aléa retrait-gonflement des sols argileux de Conqueyrac.

La commune est vulnérable au risque de mouvements de terrains constitué principalement du retrait-gonflement des sols argileux. Cet aléa est susceptible d'engendrer des dommages importants aux bâtiments en cas d’alternance de périodes de sécheresse et de pluie. 58,5 % de la superficie communale est en aléa moyen ou fort (67,5 % au niveau départemental et 48,5 % au niveau national). Sur les 60 bâtiments dénombrés sur la commune en 2019, 34 sont en aléa moyen ou fort, soit 57 %, à comparer aux 90 % au niveau départemental et 54 % au niveau national. Une cartographie de l'exposition du territoire national au retrait gonflement des sols argileux est disponible sur le site du BRGM,.
Par ailleurs, afin de mieux appréhender le risque d’affaissement de terrain, l'inventaire national des cavités souterraines permet de localiser celles situées sur la commune.

#### Risques technologiques
Le risque de transport de matières dangereuses sur la commune est lié à sa traversée par des infrastructures routières ou ferroviaires importantes ou la présence d'une canalisation de transport d'hydrocarbures. Un accident se produisant sur de telles infrastructures est en effet susceptible d’avoir des effets graves au bâti ou aux personnes jusqu’à 350 m, selon la nature du matériau transporté. Des dispositions d’urbanisme peuvent être préconisées en conséquence.

## Toponymie
Occitan Counqueira, du roman Concayrac, Conquerac, du bas latin Concayracum, Concayratum.

## Histoire

### Moyen Âge
Concayrac en 1256, Conquerac en 1435, Conqueyrac en 1582.

## Politique et administration

### Liste des maires
| Période                                  | Période  | Identité                 | Étiquette | Qualité |
| ---------------------------------------- | -------- | ------------------------ | --------- | --- |
| 2001                                     | 2014     | Marc Le Fraper du Hellen | DVD       | Président de la communauté de communes Cévennes-Garrigues Vice-président de la communauté de communes du Piémont cévenol |
| 2014                                     | En cours | Jacques Dautheville      |           | |
| Les données manquantes sont à compléter. |          |                          |           | |

## Population et société

### Démographie
L'évolution du nombre d'habitants est connue à travers les recensements de la population effectués dans la commune depuis 1793. Pour les communes de moins de 10 000 habitants, une enquête de recensement portant sur toute la population est réalisée tous les cinq ans, les populations de référence des années intermédiaires étant quant à elles estimées par interpolation ou extrapolation. Pour la commune, le premier recensement exhaustif entrant dans le cadre du nouveau dispositif a été réalisé en 2006.

En 2022, la commune comptait 115 habitants, en évolution de +12,75 % par rapport à 2016 (Gard : +2,97 %, France hors Mayotte : +2,11 %).
| 1793 | 1800 | 1806 | 1821 | 1831 | 1836 | 1841 | 1846 | 1851 |
| ---- | ---- | ---- | ---- | ---- | ---- | ---- | ---- | ---- |
| 96   | 82   | 112  | 103  | 129  | 132  | 124  | 133  | 114  |

| 1856 | 1861 | 1866 | 1872 | 1876 | 1881 | 1886 | 1891 | 1896 |
| ---- | ---- | ---- | ---- | ---- | ---- | ---- | ---- | ---- |
| 106  | 122  | 103  | 119  | 121  | 116  | 115  | 135  | 147  |

| 1901 | 1906 | 1911 | 1921 | 1926 | 1931 | 1936 | 1946 | 1954 |
| ---- | ---- | ---- | ---- | ---- | ---- | ---- | ---- | ---- |
| 158  | 163  | 201  | 197  | 182  | 163  | 120  | 125  | 101  |

| 1962 | 1968 | 1975 | 1982 | 1990 | 1999 | 2006 | 2011 | 2016 |
| ---- | ---- | ---- | ---- | ---- | ---- | ---- | ---- | ---- |
| 91   | 83   | 82   | 123  | 133  | 122  | 104  | 111  | 102  |

| 2021 | 2022 | - | - | - | - | - | - | - |
| ---- | ---- | - | - | - | - | - | - | - |
| 108  | 115  | - | - | - | - | - | - | - |

## Économie

### Emploi
|                | 2008   | 2013  | 2018   |
| -------------- | ------ | ----- | ------ |
| Commune        | 4,8 %  | 1,6 % | 14,1 % |
| Département    | 10,6 % | 12 %  | 12 %   |
| France entière | 8,3 %  | 10 %  | 10 %   |

En 2018, la population âgée de 15 à 64 ans s'élève à 54 personnes, parmi lesquelles on compte 70,2 % d'actifs (56,1 % ayant un emploi et 14,1 % de chômeurs) et 29,8 % d'inactifs,. En  2018, le taux de chômage communal (au sens du recensement) des 15-64 ans est supérieur à celui du département et de la France, alors qu'en 2008 la situation était inverse.
La commune est hors attraction des villes,. Elle compte 40 emplois en 2018, contre 46 en 2013 et 39 en 2008. Le nombre d'actifs ayant un emploi résidant dans la commune est de 34, soit un indicateur de concentration d'emploi de 116,2 % et un taux d'activité parmi les 15 ans ou plus de 49,9 %.
Sur ces 34 actifs de 15 ans ou plus ayant un emploi, 10 travaillent dans la commune, soit 31 % des habitants. Pour se rendre au travail, 75 % des habitants utilisent un véhicule personnel ou de fonction à quatre roues, 2,8 % les transports en commun, 11,1 % s'y rendent en deux-roues, à vélo ou à pied et 11,1 % n'ont pas besoin de transport (travail au domicile).

### Activités hors agriculture
21 établissements sont implantés  à Conqueyrac au 31 décembre 2019. Le tableau ci-dessous en détaille le nombre par secteur d'activité et compare les ratios avec ceux du département,.
Le secteur des activités spécialisées, scientifiques et techniques et des activités de services administratifs et de soutien est prépondérant sur la commune puisqu'il représente 28,6 % du nombre total d'établissements de la commune (6 sur les 21 entreprises implantées  à Conqueyrac), contre 14,9 % au niveau départemental.

### Agriculture
|               | 1988  | 2000 | 2010 | 2020 |
| ------------- | ----- | ---- | ---- | ---- |
| Exploitations | 9     | 9    | 6    | 4    |
| SAU (ha)      | 1 547 | 349  | 232  | 220  |

La commune est dans les Garrigues, une petite région agricole occupant le centre du département du Gard. En 2020, l'orientation technico-économique de l'agriculture  sur la commune est la viticulture. Quatre exploitations agricoles ayant leur siège dans la commune sont dénombrées lors du recensement agricole de 2020 (neuf en 1988). La superficie agricole utilisée est de 220 ha,,.

## Culture locale et patrimoine

### Édifices religieux
- Église de Saint-André de Conqueyrac. L'édifice a été inscrit au titre des monuments historiques en 1973[30]. Mentionnée en 1256, l'église, située sur une colline, est entourée de champs et de vignes. Elle dépendait du Chapitre de Nîmes jusqu'à la Révolution française. Légèrement dégradée lors des Guerres de Religion (France) elle fut remise en service au XVIIe[31].

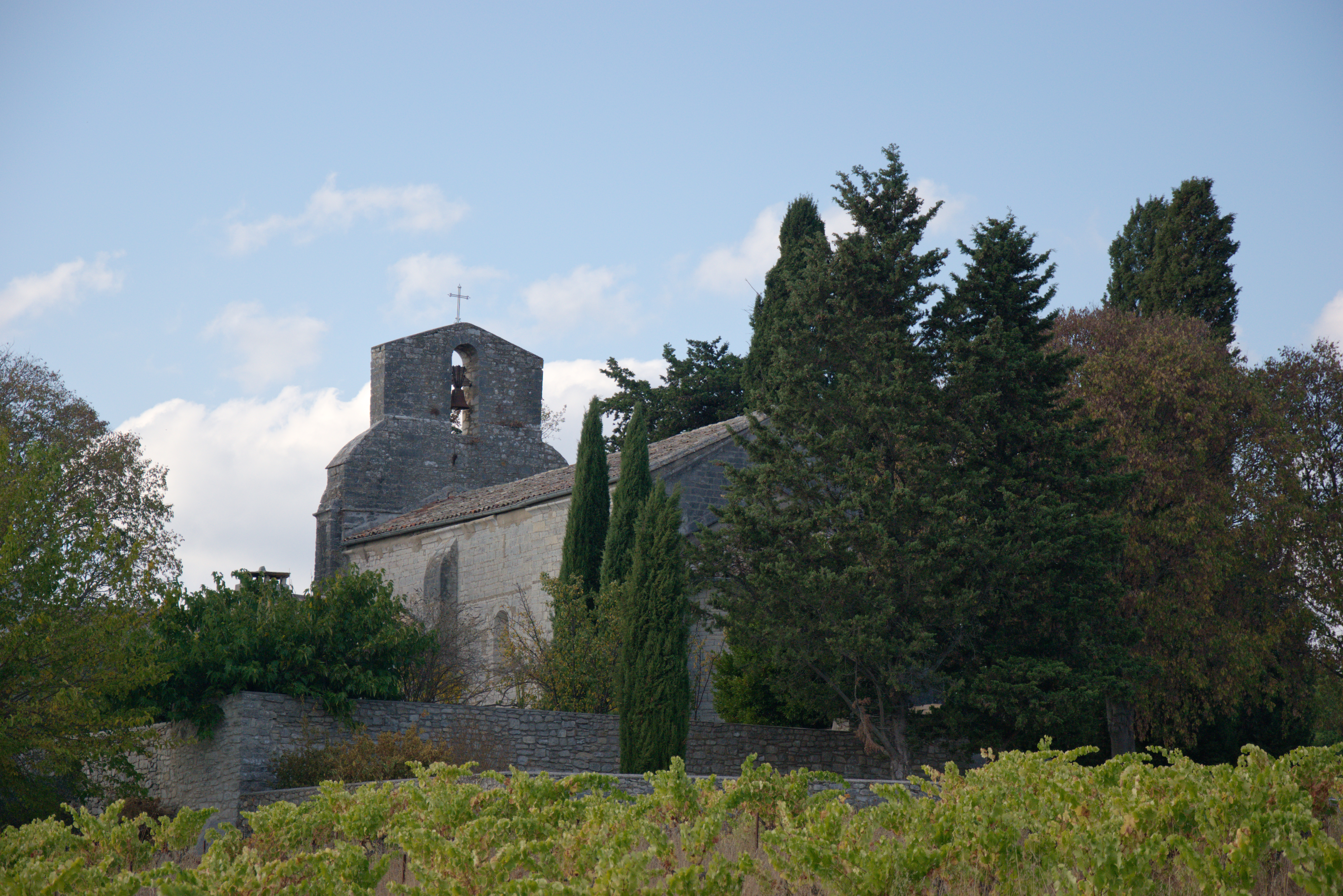

- Chapelle Saint-Gilles de Ceyrac.
- Église Notre-Dame de la Gardiole.

### Patrimoine environnemental
Le territoire de Conqueyrac est couvert par des zonages ayant trait à la protection de la biodiversité, des milieux naturels et des paysages. Il est situé sur le bassin versant du Vidourle, sur l’unité paysagère « Plaine du Vidourle de St Hippolyte du Fort » et dans l’emprise d’une zone importante pour la conservation des oiseaux (ZICO), d’une  Zone de Protection Spéciale (ZPS) du réseau natura 2000 (directive oiseaux) dite gorges du Rieutord, Fage et Cagnasses, d’une superficie totale de 12 308 hectares, et de zone naturelle d'intérêt écologique, faunistique et floristique (ZNIEFF) de 2e génération de type 1 et 2 (ZNIEFF Plaine de Pompignan, Conqueyrac et Saint Hippolyte du Fort – no 3010-2068 et Plaines de Pompignan et du Vidourle – no 3010-0000). Les espèces principalement concernées sont l’aigle de Bonelli et le rollier d’Europe.

### Personnalités liées à la commune
- Béatrice Le Fraper du Hellen, diplomate française, Ambassadeur de France à Malte en 2014, elle est nommée Ambassadeur de France en République de Libye en 2018. Elle est la fille du maire Marc Le Fraper du Hellen.

## Héraldique
| Blason de Conqueyrac | Blason  | De gueules à la fasce d'or accompagnée de trois coquilles du même. |
| Blason de Conqueyrac | Détails | Le statut officiel du blason reste à déterminer.                   |